# إدواردو سينتينو
إدواردو سينتينو (بالإسبانية: Jesús Alexi Quintero) هو لاعب كرة قدم فنزويلي في مركز قلب الدفاع، ولد في 30 مايو 1984 في سيوداد غوايانا في فنزويلا. لعب مع نادي كارابوبو.

## وصلات خارجية
- إدواردو سينتينو على موقع إي إس بي إن إف سي (الإنجليزية)
- إدواردو سينتينو على موقع قاعدة بيانات كرة القدم.إي يو (الإنجليزية)